# 中國—馬耳他關係
中國—馬耳他關係是指中國和馬耳他之間的外交關係。两国于1972年1月31日建交。

## 双边贸易
截止到2017年2月，中国是马耳他第九大进口来源地和第13大出口市场。
2017年1-2月，马耳他与中国双边货物进出口额为3470.6万美元，下降3.5%。其中，马耳他对中国出口583.8万美元，下降0.2%，占其出口总额的1.8%；马耳他自中国进口2886.8万美元，下降4.1%，占其进口总额的3.4%。马方贸易逆差2302.9万美元，下降5%。
2016年，机电产品是马耳他对中国出口的主要商品，占出口总额的80.7%。其次为塑料橡胶、食品、饮料、烟草等商品；在马耳他自中国进口的主要商品依次为机电产品36%，化工产品19.4%，家具玩具7.8%。

## 友好交往
- 2008年汶川地震发生后，马耳他方面发来慰问电，总理冈奇、议长加利亚、副总理兼外长博奇亲赴中国驻马使馆吊唁；向中国提供100顶帐篷和4.6万欧元捐款。
- 2011年2月在中国利比亚撤侨行动中，中国近5000侨民经马耳他安全有序撤回。
- 中马医疗卫生合作始于1984年。上世纪九十年代，中方在马设立了地中海地区和欧洲首个中医中心，每年为患者提供治疗近5000人次。[5]

## 外部連結
- 中華人民共和國駐馬耳他共和國大使館官方網站（简体中文）（英文）
  - 中華人民共和國駐馬耳他共和國大使館經濟商務處官方網站（简体中文）
- 馬耳他駐華大使館官方網站（英文）（马耳他文）